# Muslim Khan
Muslim Khan là một phát ngôn viên cho Tehrik-i-Taliban Pakistan ở Swat. Ông sinh ra tại Kabal Tehsil thuộc Swat.
Trong một cuộc phỏng vấn với New England Foundation for the Arts, khi được hỏi về cách sử dụng tiếng Anh của mình theo phong cách và phát âm kiểu Mỹ, ông tiết lộ rằng mình đã sống một thời gian ở Boston. Ông đã trải qua 4 năm tại Hoa Kỳ và. Làm việc như một họa sĩ ở Boston.
Vào đầu năm 2009, quân Taliban tỏ ra lấn lướt với một loạt các cuộc tấn công vào nhiều đô thị, khiến thế giới tỏ ra quan ngại cho tương lai của quốc gia sở hữu vũ khí nguyên tử Pakistan, và báo động luôn cả đồng minh Hoa Kỳ là quốc gia cho rằng chính quyền dân sự này đang "thoái vị" trước dân quân.
Cuộc tấn công ở Swat được tung ra vào cuối tháng 4/2009 đánh vào các cứ điểm trọng yếu của Taliban ở biên giới Afghanistan, gồm luôn vùng Nam Waziristan, quá đủ để làm yên lòng Washington về lập trường cương quyết diệt trừ dân quân Hồi giáo của quốc gia Pakistan với đa số dân chúng theo đạo Hồi.
Lực lượng an ninh Pakistan bắt được Khan ngày 10/9, 2009, ở thung lũng Swat, ở ngoại ô Mingora. Đây là vụ bắt giữ quan trọng kể từ khi quân đội bắt đầu mở cuộc tấn công vào vùng này vào tháng 5. Việc Khan bị bắt là cú sốc lớn nhất cho Taliban, mà lãnh tụ của họ là Baitullah Mehsud đã bị hạ sát ở vùng Nam Waziristan vào tháng 8/2009. Phát ngôn viên quân sự Pakistan là Thiếu tướng Athar Abbas nói, Khan và bốn lãnh tụ Taliban khác bị bắt ở vùng Swat "trong một cuộc hành quân quan trọng" mà ông không nói rõ thêm chi tiết. Có hơn 2.000 phiến quân và hơn 300 binh sĩ bị thiệt mạng. Không có thông tin độc lập nào xác định về tổn thất của phía quân đội.